# Idrottsföreningen Kamraterna Göteborg
Idrottsföreningen Kamraterna Göteborg, abbreviato in IFK Göteborg (IPA: [iːɛfːkoː jœtɛˈbɔrj]), è un club calcistico svedese di Göteborg, capoluogo della contea di Västra Götaland.
Milita in Allsvenskan, la massima divisione del campionato svedese.
Fondato nel 1904, è uno dei club più importanti del calcio svedese e, più in generale, scandinavo perché, oltre ai 18 titoli nazionali e alle 8 Coppe di Svezia, vanta nel palmarès anche la vittoria in due edizioni della Coppa UEFA, nel 1981-82 e nel 1986-87, unica compagine del Nordeuropa continentale ad avere conquistato uno dei tre maggiori trofei europei di club dell'epoca.
Nel suo periodo di maggior successo europeo fu anche semifinalista nella Coppa dei Campioni 1985-86, competizione dalla quale fu eliminato dal Barcellona dopo i tiri di rigore.
I colori sociali dell'IFK Göteborg sono il bianco e il blu, ovvero quelli dell'Idrottsföreningen Kamraterna, l'associazione nazionale sportiva di riferimento che presiedette alla formazione del club; è presente in prima divisione ininterrottamente dal 1977, avendo conosciuto nel 1976 la sua più recente stagione cadetta.

## Storia

### Origini
Il club fu fondato il 4 ottobre 1904, divenendo la trentanovesima società a far parte dell'organizzazione sportiva Idrottsföreningen Kamraterna (IFK), diffusasi in Svezia a cavallo tra il XIX e il XX secolo. La prima partita disputata venne vinta per 4-1 contro l'altra formazione locale dell'IK Viking. La fondazione dell'IFK Göteborg fu un importantissimo evento calcistico per la città di Göteborg, dato che fino ad allora l'altro club cittadino, l'Örgryte IS, aveva dominato la scena sia cittadina che nazionale: nel 1907 l'IFK Göteborg divenne la prima squadra svedese a battere proprio l'Örgryte IS, che era imbattuto da quattro anni.
Nel 1908 l'IFK Göteborg vinse per la prima volta il campionato svedese, dopo aver vinto il torneo Svenska Mästerskapet, che oltre alla coppa omonima, sanciva anche il Campione di Svezia. Nello stesso anno la squadra partecipò per la prima volta nella sua storia a un match internazionale, contro i club danesi dell'Østerbro BK e del Boldklubben af 1893.
Nel 1910 i giocatori scesero per la prima volta in campo con la divisa a righe bianco-blu, che da allora divenne quella ufficiale. Due anni dopo, nel 1912, durante un'amichevole, la squadra pareggiò per 1-1 contro la selezione olimpica svedese, e dopo questo risultato un giornale di Stoccolma nominò l'IFK Göteborg come "la migliore squadra di calcio svedese fino ad allora comparsa"; titolo per lo meno meritato in quanto l'IFK Göteborg vinse la Svenska Serien per cinque volte consecutive dal 1913 al 1917. Nel 1924, in seguito alla modifica dei campionati, venne inaugurata la lega ufficiale svedese, l''Allsvenskan, e sempre nello stesso anno il "leggendario" Filip "Svarte-Filip" Johansson fece il suo debutto con gli angeli bianco-blu. La squadra terminò al secondo posto, ma Svarte-Filip si dimostrò subito come un grandissimo giocatore, segnando 29 gol in 22 gare, e vincendo la classifica dei goleador.

### Gli anni bui
L'IFK vinse la sua prima Allsvenskan nella primavera del 1935, dopo essere giunta per ben otto volte al secondo e al terzo posto del campionato. Tuttavia nella seconda metà degli anni trenta, il club entrò in crisi, e nel 1937-1938 (anche se per una sola stagione) venne retrocesso in seconda divisione. Anche per tutti gli anni quaranta il club visse tra alti e bassi, retrocedendo per la seconda volta nella sua storia. L'unica nota positiva di quegli anni fu la vittoria, nella stagione 1946-1947, del titolo di capocannoniere da parte di Gunnar Gren, che venne anche premiato con il Guldbollen, come miglior giocatore del campionato svedese, e con la vittoria della medaglia d'oro ai Giochi Olimpici del 1948.
Nel 1958 la squadra partecipò per la prima volta alla Coppa dei Campioni.
Dopo un altro decennio di passione, nel 1969 vinse nuovamente l'Allsvenskan; ma, sorprendentemente, l'anno seguente venne retrocessa in seconda divisione, dove rimase per ben tre stagioni, ritornando nella massima serie solamente nel 1976.

### La rinascita e le nuove vittorie
Nel 1978 venne nominato alla guida della squadra un giovane allenatore, Sven-Göran Eriksson, che introdusse il modulo 4-4-2 basato sulla "pressione e supporto", che subito si dimostrò efficace, consentendo al club, dopo decenni bui, di raggiungere il secondo posto nell'Allsvenskan, e di vincere per la prima volta nella storia la Svenska Cupen.
Il 1982 fu un anno particolare. Dopo un cambio di presidenza turbolento, la società era vicina alla bancarotta tanto che per la trasferta a Valencia per i quarti di finale della Coppa UEFA venne istituita una colletta tra i tifosi. Nonostante queste difficoltà, la stagione si concluse con una vittoria dietro l'altra: l'ottava Allsvenskan, la seconda Svenska Cupen e, per la prima volta nel calcio svedese, la vittoria della Coppa UEFA 1981-1982 in finale contro l'Amburgo.

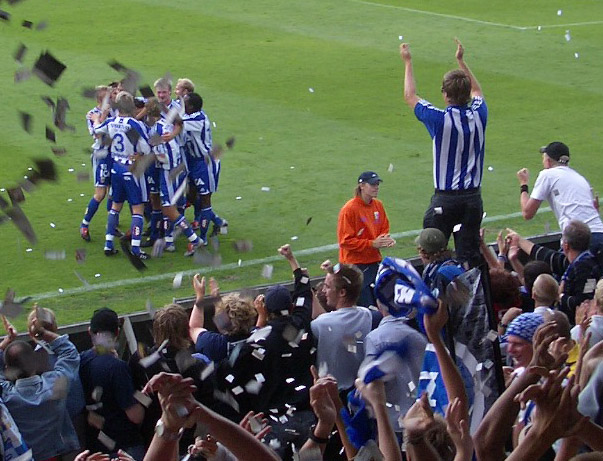
I giocatori e i tifosi dell'IFK Göteborg festeggiano un gol contro l' nel 2004.

La squadra negli anni seguenti venne ulteriormente rinforzata, proprio per meglio competere in ambito europeo, tanto da vincere consecutivamente i campionati svedesi del 1983 e 1984, e la Svenska Cupen del 1984. Nel 1986 la squadra raggiunse le semifinali della Coppa dei Campioni, persa ai rigori contro il Barcellona.
Nel 1987 una nuova covata di giovani campioni vinse, contro tutte le previsioni, la Coppa UEFA 1986-1987, in finale contro gli scozzesi del Dundee United, e un nuovo titolo svedese.

### L'era Gustafsson
Nel 1990, dopo aver allenato per ben sei anni nelle formazioni giovanili del club, venne promosso a dirigere la prima squadra Roger Gustafsson, in sostituzione di Gunder Bengtsson. Il giovane allenatore, allora appena trentottenne, portò alla vittoria di cinque Allsvenskan tra il 1990 e il 1995; anche a livello europeo il nuovo allenatore ben si comportò: il Göteborg infatti divenne la sorpresa dell'edizione del 1993 della Champions League: dopo aver battuto al turno preliminare lo Sparta Praga, nell'iniziale girone eliminatorio venne inserito con squadre del calibro del Manchester United, del Barcellona e del Galatasaray, e sorprendentemente, con 4 vittorie, un pareggio e una sconfitta, terminò in testa al girone. La favola si concluse al turno successivo contro il Bayern Monaco, con uno 0-0 in trasferta e un amaro 2-2 in casa.

### Il nuovo millennio
Dopo i fasti precedenti, nella seconda metà degli anni novanta arrivarono un secondo posto nell'Allsvenskan del 1997 e un ottavo nel 1998, dopo aver acquistato alcuni giocatori che hanno reso sotto le aspettative. Dal 2000, pur combattendo per le vittorie finali dei campionati del 2001, 2004 e 2005, la squadra ha veleggiato nelle posizioni di centro classifica.
Nella stagione 2007, con una rimonta finale, il club ritornò a vincere il campionato svedese dopo undici anni. Seguirono due anni in cui i biancoblu chiusero rispettivamente al terzo e al secondo posto, poi dal 2010 al 2012 arrivarono tre settimi posti di fila. Il 26 maggio 2013 l'IFK Göteborg vinse la sua sesta Coppa di Svezia battendo ai rigori il Djurgården. Fu l'inizio di un triennio che in campionato vide la squadra arrivare sempre sul podio, visto il terzo posto nell'Allsvenskan 2013 e i due secondi posti delle edizioni 2014 e 2015. L'Allsvenskan 2016 venne terminata al quarto posto, poi iniziò un periodo difficile dal punto di vista sportivo ed anche economico: i biancoblu archiviarono la stagione 2017 al decimo posto e quella dell'anno seguente all'undicesimo posto. Nel 2019 si registrò un miglioramento, con il settimo posto in campionato e, pochi mesi più tardi, la conquista della Coppa di Svezia 2019-2020. Questa crescita però subì una frenata, visto che la salvezza nel corso dell'Allsvenskan 2020 arrivò solo alla penultima giornata. Ancora più delicata fu l'Allsvenskan 2023, dato che la rete della salvezza diretta arrivò solamente al minuto 90+5’ dell'ultima giornata sul campo di un Varberg ultimo in classifica e già retrocesso. Altrettanto complicata fu la stagione 2024, visto che l'IFK Göteborg concluse il campionato non solo con gli stessi punti (31) dell'IFK Värnamo terzultimo, ma addirittura anche con la stessa differenza reti (-10), evitando gli spareggi retrocessione solo per avere un numero maggiore di gol fatti (33 contro 30).

## Giocatori

### Vincitori di titoli
Calciatori campioni olimpici di calcio
- Rune Emanuelsson (Londra 1948)
- Gunnar Gren (Londra 1948)

## Palmarès

### Competizioni nazionali
- Svenska Mästerskapet-Mästerskapsserien—Allsvenskan: 18

1908, 1910, 1918, 1935, 1942, 1958, 1969, 1982, 1983, 1984, 1987, 1990, 1991, 1993, 1994, 1995, 1996, 2007
- Svenska Cupen: 8

1979, 1982, 1983, 1991, 2008, 2012-2013, 2014-2015, 2019-2020
- Svenska Serien: 5

1913, 1914, 1915, 1916, 1917
- Fyrkantserien: 2

1918, 1919
- Kamratmästerskapen: 11

1909, 1910, 1912, 1913, 1914, 1915, 1920, 1921, 1922, 1924, 1940
- Supercoppa di Svezia: 1

2008

### Competizioni internazionali
- Coppa UEFA: 2  (record svedese)

1981-1982, 1986-1987
- Coppa Intertoto: 8

1967, 1980, 1981, 1982, 1983, 1985, 1986, 1988

### Competizioni giovanili
- Torneo Internazionale Maggioni-Righi: 1

2019

### Altri piazzamenti
- Campionato svedese:

Secondo posto: 1924-1925, 1926-1927, 1929-1930, 1939-1940, 1979, 1981, 1985, 1986, 1988, 1997, 2005, 2009, 2014, 2015
Terzo posto: 1910, 1911-1912, 1925-1926, 1928-1929, 1930-1931, 1932-1933, 1933-1934, 1945-1946, 1959, 1961, 1962, 1978, 1980, 1987, 2004, 2008, 2013
- Coppa di Svezia:

Finalista: 1985-1986, 1998-1999, 2004, 2007, 2009
Semifinalista: 1945, 1994-1995, 2011, 2024-2025
- Supercoppa di Svezia:

Finalista: 2009, 2010, 2013, 2015
- Kamratmästerskapen:

Finalista: 1906, 1908
- Coppa dei Campioni:

Semifinalista: 1985-1986
- Royal League:

Finalista: 2004-2005

### Calcio a 5
- Svenska Futsalligan: 2

2012-2013, 2015-2016

## Statistiche e record

### Partecipazioni alle coppe europee
- Partecipazioni alla Coppa dei Campioni/UEFA Champions League: 14
- Partecipazioni alla Coppa UEFA/UEFA Europa League: 15
- Partecipazioni alla Coppa delle Coppe: 2
- Partecipazioni alla Coppa Intertoto: 1

### Statistiche nelle competizioni UEFA
Tabella aggiornata alla fine della stagione 2017-2018.
| Competizione                  | Partecipazioni | G  | V  | N  | P  | RF  | RS  |
| ----------------------------- | -------------- | -- | -- | -- | -- | --- | --- |
| UEFA Champions League         | 14             | 76 | 32 | 12 | 30 | 117 | 114 |
| Coppa delle Coppe             | 2              | 8  | 2  | 3  | 3  | 7   | 11  |
| Coppa UEFA/UEFA Europa League | 15             | 68 | 32 | 18 | 18 | 96  | 60  |
| Coppa Intertoto               | 1              | 6  | 4  | 0  | 2  | 9   | 8   |

## Organico

### Rosa 2025
Aggiornata al 30 marzo 2025.
| N. |                      | Ruolo | Calciatore                 |
| -- | -------------------- | ----- | -------------------------- |
| 1  | Svezia (bandiera)    | P     | Pontus Dahlberg            |
| 3  | Svezia (bandiera)    | D     | August Erlingmark          |
| 4  | Ghana (bandiera)     | D     | Rockson Yeboah             |
| 5  | Danimarca (bandiera) | D     | Jonas Bager                |
| 6  | Norvegia (bandiera)  | D     | Anders Trondsen            |
| 7  | Danimarca (bandiera) | A     | Sebastian Clemmensen       |
| 8  | Svezia (bandiera)    | C     | Imam Jagne                 |
| 9  | Danimarca (bandiera) | A     | Max Fenger                 |
| 10 | Svezia (bandiera)    | A     | Hussein Carneil            |
| 13 | Svezia (bandiera)    | C     | Gustav Svensson (capitano) |
| 14 | Norvegia (bandiera)  | C     | Tobias Heintz              |
| 15 | Danimarca (bandiera) | C     | David Kruse                |
| 16 | Svezia (bandiera)    | A     | Linus Carlstrand           |

| N. |                           | Ruolo | Calciatore             |
| -- | ------------------------- | ----- | ---------------------- |
| 17 | Norvegia (bandiera)       | C     | Eman Markovic          |
| 18 | Svezia (bandiera)         | D     | Felix Eriksson         |
| 19 | Albania (bandiera)        | C     | Arbnor Muçolli         |
| 21 | Svezia (bandiera)         | C     | Adam Carlén            |
| 22 | Svezia (bandiera)         | D     | Noah Tolf              |
| 23 | Islanda (bandiera)        | C     | Kolbeinn Þórðarson     |
| 24 | Costa d'Avorio (bandiera) | C     | Abundance Salaou       |
| 25 | Svezia (bandiera)         | P     | Elis Bishesari         |
| 26 | Svezia (bandiera)         | C     | Benjamin Brantlind     |
| 28 | Svezia (bandiera)         | C     | Lucas Kåhed            |
| 29 | Danimarca (bandiera)      | D     | Thomas Santos          |
| 30 | Svezia (bandiera)         | C     | Ramon Pascal Lundqvist |
| 31 | Svezia (bandiera)         | P     | David Mikhail          |